# Idaea moniliaria
Idaea moniliaria là một loài bướm đêm trong họ Geometridae.